# Slavko Vesenjak
Slavko Vesenjak, slovenski odvetnik
Je avtor znanstvenih člankov in predavatelj. Zastopal je pri več odmevnih postopkih pred Vrhovnim sodiščem in Evropskim sodiščem človekovih pravic. Bil je član Državne volilne komisije.

## Kazensko pravo
Vrhovno sodišče je leta 2019 odločilo, da nekaj sadik konoplje ne predstavlja kaznivega dejanja in oprostilo obtoženca, ki ga je zagovarjal odvetnik Vesenjak. Vrhovno sodišče je pojasnilo, da člen kazenskega zakonika, ki govori o prepovedani trgovini z mamili (186. člen KZ-1), glasi, da se kaznuje tisti, "kdor neupravičeno proizvaja, predeluje, prodaja ali ponuja naprodaj ali zaradi prodaje ali dajanja v promet kupuje, hrani ali prenaša ali posreduje pri prodaji ali nakupu ali kako drugače neupravičeno daje v promet rastline ali substance, ki so razvrščene kot prepovedane droge ali nedovoljene snovi v športu, ali predhodne sestavine, ki se uporabljajo za izdelavo prepovedanih drog", beseda proizvodnja pa da "že sama vključuje izdelovanje, gojenje v večjem obsegu za nadaljnjo prodajo, saj že, če izhajamo iz Slovarja slovenskega knjižnega jezika, beseda proizvajati pomeni producirati večje količine." Vrhovni sodniki so še ponovili, da proizvodnja pomeni izdelavo ali gojenje večje količine prepovedanih snovi, ki je namenjeno širšemu krogu ljudi.
V medijsko odmevnem primeru umora ravnateljice Waldorfske šole Elene Begant je uspešno zastopal moža Aleksandra Beganta, ki je spečo ženo s sekiro enajstkrat udaril po glavi, po sojenju pa je bil obsojen na nižjo kazen, kot se je pogodil na predobravnavnem naroku. Najprej je podpisal priznanje in predlog 20 let zapora, a mu je sodnica po obravnavi prisodila 18 let, zaradi obsodbe na dolgo zaporno kazen pa ga tudi oprostila plačila stroškov postopka.

## Korporativno in davčno pravo
Vesenjak je uspel tudi pri odmevni odločitvi Vrhovnega sodišča, ki je julija 2017 odločilo, da morajo biti vsi delavci migranti, tisti torej, ki živijo v Sloveniji, delajo pa v drugi državi, enako obdavčeni kot ostali. Vrhovno sodišče je odločilo, da jim bo država morala preplačane zneske vrniti. Vesenjak je zastopal Sindikat delavcev migrantov Slovenije.

## Kolektivna tožba
Odvetnik Vesenjak zastopa volivce invalide v postopku kolektivne tožbe proti Republiki Sloveniji v višini 54 milijonov evrov. Društvo za pravice invalidov Slovenije je postopek sprožilo, ker po dvanajstih letih od uveljavitve Konvencije o pravicah invalidov ta še vedno ni uresničena, saj volišča pri volitvah in referendumih niso dostopna invalidom. Gre za enega prvih postopkov s kolektivno tožbo v Sloveniji odkar je leta 2017 Državni zbor sprejel Zakon o kolektivnih tožbah.

## Evropsko sodišče za človekove pravice
Vesenjak je zastopal tudi volivce invalide v odmevnem postopku pred Evropskim sodiščem za človekove pravice. Pred referendumom leta 2015 sta dva volivca invalida prosila, naj bodo njuna volišča dostopna. Volilni organi in sodišča so njuni vlogi in pritožbe zavrnili. Pred volitvami v Evropski parlament leta 2019 sta prošnji razširila tudi na volitve. Ko sta tudi Vrhovno sodišče in Ustavno sodišče zavrnila vse njune vloge, sta skupaj z Društvom za pravice invalidov Slovenije (Drupis) vložila pritožbo pri Evropskem sodišču za človekove pravice. Januarja 2020 je sodišče sprožilo postopek proti Sloveniji.
Oktobra 2021 je ESČP odločilo, da sta Vrhovno in Ustavno sodišče diskriminirali oba pritožnika, ko sta njuna zahtevka zavrnili z obrazložitvijo, da naj spor ne bi bil v pristojnosti slovenskih sodišč. ESČP je odločilo, da morajo sodišča zagotoviti pravna sredstva »s preventivnim učinkom«, ni pa pritrdilo očitkom o diskriminaciji pri prilagoditvi stavb in volišč.

## Znanstvena in strokovna aktivnost
Vesenjak je avtor mednarodnih znanstvenih objav in predavatelj. Med drugim je objavil članek v reviji Transition Studies Review pri založbi Springer, v reviji s faktorjem vpliva Lex Localis in v Enciklopediji ustave ZDA, ki je izšla pri ameriški založbi Facts on File. Predava s področja korporacijskega, obligacijskega, davčnega in mednarodnega gospodarskega prava. Diplomsko nalogo pripravljal na pravni fakulteti univerze UCLA in leta 2006 je prejel Rektorjevo nagrado za najboljšega študenta generacije. Bil je prodekan Pravne fakultete Univerze v Mariboru. Bil je član Državne volilne komisije v dveh mandatih med leti 2006 in 2008 ter 2012 in 2016.

## Dostop do informacij javnega značaja
Ko je zaradi nezakonitega financiranja volilne kampanje župana Maribora Andreja Fištravca bil obsojen vodja kampanje Darko Berlič, sodišče po navodilu Vrhovnega sodišča novinarju Petru Jančiču ni omogočilo dostopa do besedila sodbe kot informacije javnega značaja. Odločitev sodišča je potrdila Informacijska pooblaščenka. Vesenjak je v zastopal Jančiča pred Upravnim sodiščem, ki je odločilo v prid Jančiču in odpravilo odločitev sodišča in Informacijske pooblaščenke.
V zakonodajnih in sodnih postopkih zastopa delavce migrante, ki so zaposleni v Avstriji in davke plačujejo v Sloveniji. V zadevi prvega referenduma z e-glasovanjem v Sloveniji pred Ustavnim sodiščem zastopa občino Hoče-Slivnica.